# Błażej Janiaczyk
Błażej Janiaczyk (ur. 27 stycznia 1983 w Toruniu) – polski kolarz szosowy i torowy, wielokrotny medalista mistrzostw Polski. Od 2016 profesjonalny trener kolarstwa. Pracuje w Szkole Mistrzostwa Sportowego w Toruniu.

## Kariera sportowa
Karierę sportową rozpoczął w zespole TKK Pacific Toruń. Jego pierwszym większym sukcesem w karierze było zwycięstwo w Międzynarodowym Wyścigu Kolarskim o Puchar Prezydenta Miasta Grudziądza (kat. junior). Następnie dostrzegła go włoska drużyna  Team Androni Giocattoli - 3C Casalinghi, w której spędził kolejne 2 lata. W tym czasie zdobył m.in. medal w jeździe na czas podczas Mistrzostw Polski.
Od sezonu 2007 jeździł w polskich zawodowych grupach kolarskich. Pierwszą z nich był Intel-Action (2007), z którą zdobył 2-gie miejsce w klasyfikacji generalnej Wyścigu Solidarności i Olimpijczyków. Kolejne dwa lata jeździł w barwach drużyny Mróz (2008-2010). Wyspecjalizował się w ciężkich wyścigach etapowych, takich jak Tour of Hainan, gdzie kolarze ścigają się wysokości ponad 4000 m n.p.m. Już w pierwszym roku ukończył klasyfikację generalną na 3. miejscu.
W 2011 Błażej Janiaczyk dołączył do ekipy CCC Polsat Polkowice wzmacniając jej skład. Rok później zdobywa brązowy medal mistrzostw Polski w jeździe drużynowej na czas. Kolejne sezony jeździł w barwach grupy Bank BGŻ Team. W międzyczasie kilka razy startował w Tour de Pologne, zajmując wysokie lokaty i zdobywając koszulkę najlepszego Polaka.
Od 2014 roku związany z drużyną BDC-MarcPol. Ostatni sezon jako zawodowiec (2016) Błażej Janiaczyk jeździł w Team Wibatech Fuji. Karierę zakończył stając na podium Memoriale Andrzeja Trochanowskiego oraz Visegrad 4 Bicycle Race GP Slovakia.

### Mistrzostwa Polski w kolarstwie szosowym i torowym.
Pierwsze medale posypały się już w kat. Junior, kiedy w 2001 na torze zdobył 2 złote medale i ustanowił nowy rekord w wyścigu na 3 km. W późniejszych latach kilka razy stawał na podium
Na swoim koncie w kat. elita ma 3. miejsce ze startu wspólnego i aż 4 x 4. miejsce. Jest dwukrotnym medalistą w jeździe drużynowej.

### Najważniejsze osiągnięcia w wyścigach międzynarodowych.
- 1. miejsce w Memorial im. J. Grundmanna J. Wizowskiego (2014)
- 1. miejsce w  Bałtyk- Karkonosze Tour, na pierwszym etapie (2011)
- 2. miejsce Wyścig Solidarności i Olimpijczyków (2007)
- 2. miejsce La Roue Tourangelle Région Centre - Classic Loire Touraine Vignobles & Chateaux  (2004)
- 2. miejsce Coppa della Pace (2004)
- 3. miejsce w klasyfikacji generalnej Tour of Hainan (2008)
- 3. miejsce Wyścig Solidarności i Olimpijczyków (2008)
- 4. miejsce w klasyfikacji generalnej  Tour of Estonia (2015)
- 9. miejsce w klasyfikacji generalnej  Tour of Hainan (2009)
- 7. miejsce Giro del Piemonte (2006)